# Hubli
Hubli, oficialmente Hubballi, (canarés: ಹುಬ್ಬಳ್ಳಿ) es una ciudad de Karnataka, India, que junto con la ciudad vecina de Dharwad, forma una conurbación que es la segunda de Karnataka después de Bangalore. Está a unos 15 km al sudeste de Dharwad y es el centro comercial y de negocios del norte de Karnataka. Su nombre anterior fue cambiado a la forma canarés en el 50 aniversario del estado en 1997 y significa flor de enramadera (hu = flor, baile = enramadera). Según el censo de 2001 la población de la Corporación Municipal Hubli-Dharwad era de 786.000 habitantes pero actualmente (2011) se cree que ha superado ampliamente el millón y estaría en torno al millón doscientos mil. La población en censos antiguos era: en 1872 de 37.961 habitantes, en 1881 de 36.677, en 1891 de 52.595, y en 1901 de 60.214.

## Historia
Llevaba el nombre de rayar Hubli o Eley Puravada Halli o Purballi y destacaba por tener un templo llamado Bhavani Shankara y una capilla jainista. Bajo el reino de Vijayanagar fue un centro comercial de algodón y hierro; pasó a adilshàhides y los británicos abrieron una factoría que fue atacada por maratha Sivaji en 1673. Después pasó a manos de los mogoles y gobernada por Savanur Nawab que reconstruyó la villa, los marathes la ocuparon en 1748 y fue concedida por peshwa Balaji Rao en un sardar (noble), ancestro, al poco pasó a Haidar Ali de Mysore.
En 1790 los marathes la recuperaron y se establecieron dos gobiernos separados uno por la vieja ciudad y uno para la nueva. La vieja Hubli fue ocupada por los británicos en 1817 y Thomas Munro fue propietario de las villas de Kurdapur y Talvi (1818) por servicios a favor de los británicos. La nueva Hubli fue cedida por Sangli Patwardhan en 1820 en lugar del tributo. El 15 de agosto de 1855 se estableció la municipalidad. En 1962 se formó la corporación municipal Hubli-Dharwad pesar de la distancia considerable entre las dos ciudades, con una superficie de 181.66 km ² e incluyendo 45 pueblos.

## Lugares interesantes
- Dentro de la vieja Hubli destacan el templo Bhavanishankar y el Chandramauleshwara o Chaturlinga, de los tiempos de los chalukya, y el templo Siddharudhaswamy, otros templos son el Moorusavira Matha, Rudraksha Matha y Hanneradu Yattina Matha.
- El edificio Asar fue construido en 1646 y hoy sirve de palacio de justicia. Se cree que guarda dos pelos de la barba del Profeta, las mujeres no pueden entrar.
- El cerro de Nrupatunga, al noreste permite ver una panorámica desde Amargol al norte en el aeropuerto, al oeste, y hasta el sur.
- Lago Unkal a 3 km
- Casa de Vidrio, un palacio de cristal moderno.
- Templo Banashankari

## Transportes
- El Aeropuerto Hubli sirve a la ciudad.